# Ontmoetingskerk (Sappemeer)
De Ontmoetingskerk is een vroeg-20e-eeuwse kerk aan de Noorderstraat in het Nederlandse Sappemeer.

## Geschiedenis en achtergrond
Na de afscheiding werd in 1835 in Sappemeer door 23 mensen een kerk gesticht onder de naam 'christelijk afgescheiden gereformeerde gemeente' (vanaf 1892: Gereformeerde Kerk). Tot in de jaren veertig van de 19e eeuw, hielden zij in het geheim huissamenkomsten. Op grond van een reglement voor de hervormde kerk, werden geen andere kerkdiensten in de gemeente toegestaan. In 1843 verkregen de afgescheidenen toestemming om in het openbaar hun bijeenkomsten te houden. In 1850 kregen de gereformeerden in Sappemeer hun eerste predikant en werd het kerkgebouw van de Doopsgezinde gemeente aan de Borgercompagniesterstraat overgenomen. Tegen het einde van de 19e eeuw, was het gebouw te klein geworden. Er werd een nieuwe kerk gebouwd aan de Noorderstraat, deze werd in 1910 in gebruik genomen. Het gebouw kreeg later de naam Ontmoetingskerk.

## Gebouw
De kerk is gebouwd van rode baksteen, het exterieur is sober. Het gebouw is aangekleed met cordonlijsten in baksteen en geel gepleisterde banden en muizetand-decoraties. De kerkramen zijn neogotisch van vorm.
Boven de entree zit een rondboogvormig bovenlicht met glas-in-loodraam. Boven het raam is een fries geplaatst met de jaartallen 1835 en 1910 en de tekst Bewaar uwen voet als gij ten huize gods ingaat.
Het gebouw staat op de gemeentelijke monumentenlijst van Hoogezand-Sappemeer.

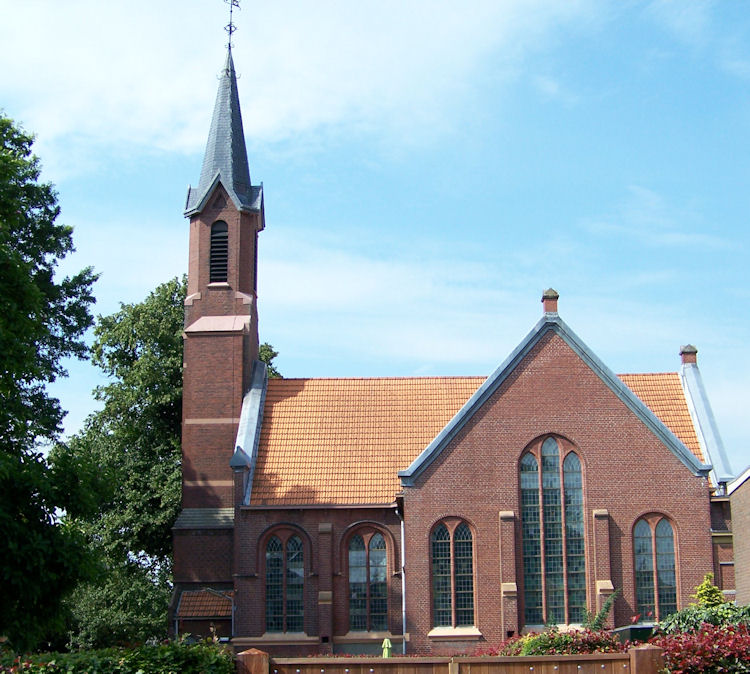
Aanzicht zijkant
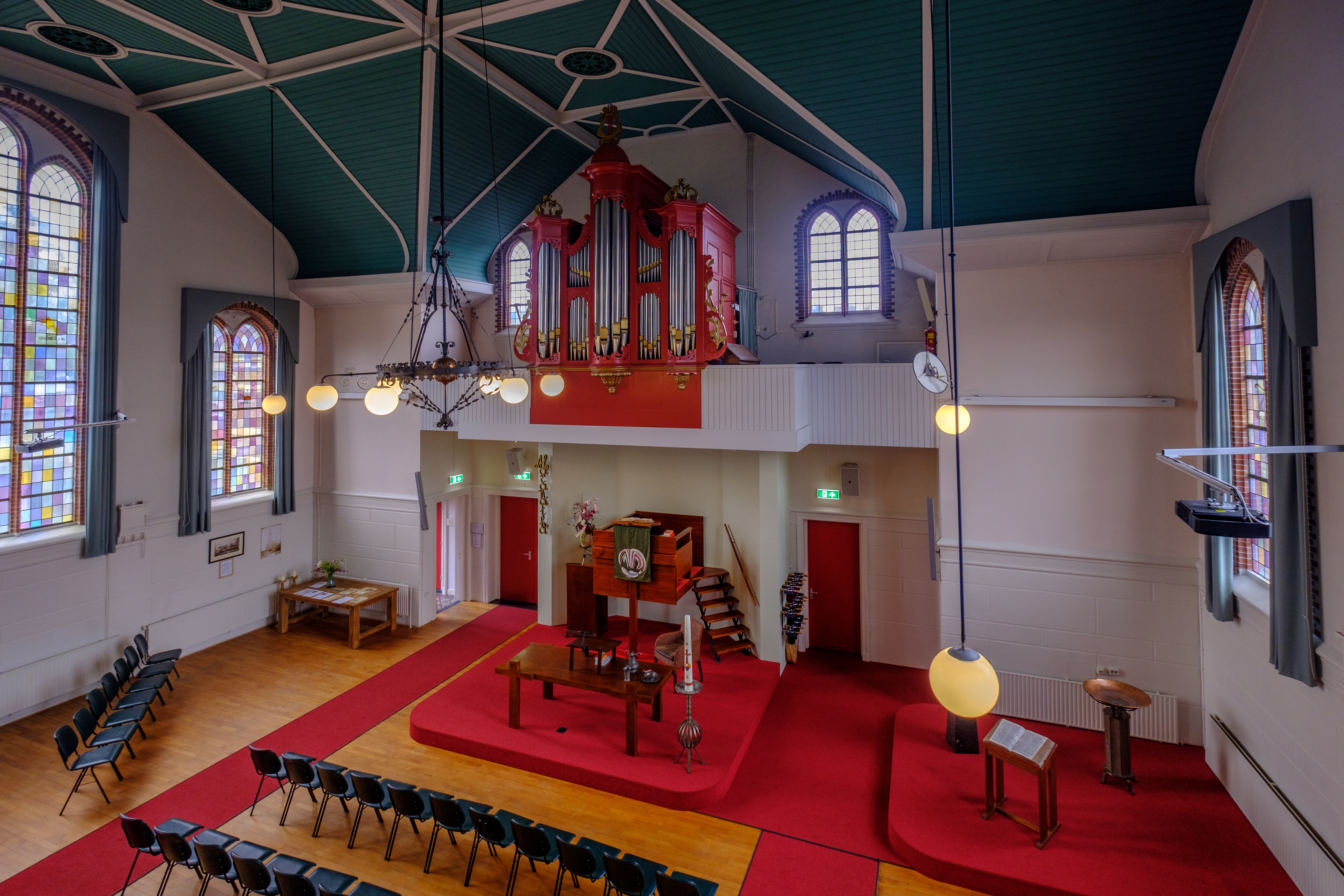
Interieur